# 小行星4495
小行星4495（英語：4495）是一颗围绕太阳公转的小行星。1988年11月6日，M. Arai、H. Mori在寄居町发现了此天体。
这颗小行星的绝对星等为210.84854等。